# قاعدة كامينا الجوية
قاعدة كامينا الجوية (إيكاو: FZSA) هي مطار عسكري يقع بالقرب من كامينا في جمهورية الكونغو الديمقراطية.
تم بناؤه في فترة الإحتلال البلجيكي بعد الحرب العالمية الثانية. واحتضنت القاعدة طائرات عسكرية تابعة لعملية الأمم المتحدة في الكونغو خلال أزمة الكونغو

## مرافق
يقع المطار على ارتفاع 3,543 قدم (1,080 م) فوق مستوى سطح البحر. مع مدارجين، كل منهما بسطح إسفلتي قياس 2700 × 45 مترًا (8858 × 148 قدمًا).